# Lezina saudiya
Lezina saudiya är en insektsart som beskrevs av Popov, G.B. 1984. Lezina saudiya ingår i släktet Lezina och familjen Gryllacrididae. Inga underarter finns listade i Catalogue of Life.